# Wiedemannia caucasica
Wiedemannia caucasica är en tvåvingeart som beskrevs av Joost 1981. Wiedemannia caucasica ingår i släktet Wiedemannia och familjen dansflugor. Inga underarter finns listade i Catalogue of Life.